# Клан Макдональд из Даннивега

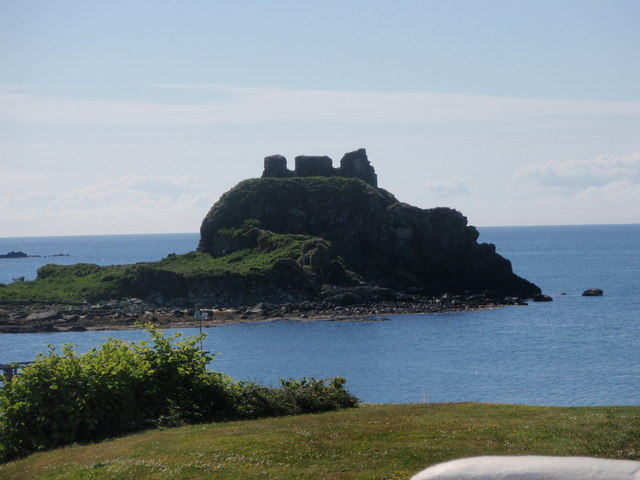
Руины замка Даннивейг, исторической резиденции вождей клана Макдональд из Даннивега

Клан Макдональд из Даннивега, также известный как Клан Южный Дональд, Клан Иэн Мор, Клан Макдонaльд из Айлея и Кинтайра , Макдональды из Гленса (Антрим) — горный шотландский клан и ветвь клана Дональд или Макдональд. Основателем клана Макдональд из Даннивега был Джон Мор Танистер Макдональд, второй сын Джона Макдональда (ум. 1386), и принцессы Маргарет Стюарт, дочери короля Шотландии Роберта II Стюарта.

## История

### Происхождение клана
Основателем клана Макдональд из Даннивега и Гленса был Джон Мор Танистер Макдональд, который был вторым сыном Джона Макдональда (1320—1386), лорда Островов, 6-го вождя клана Макдональд, и Маргарет Стюарт. Джон Мор Танистер Макдональд женился на Маргарет Биссет из Гленса (графство Антрим). Благодаря этому браку, Макдональды из Даннивега претендовали на лордство Гленс в Ирландии. До этого они уже владели землями на острове Айлей и полуострове Кинтайр в Шотландии. Он и его потомки стали известны как лорды Даннивега и Гленса, хотя они не обладали ими до 16-го века. Их резиденциями были замок Даннивег на острове Айлей и Гленс в графстве Антрим.

### XV,XVIиXVII века
Джон Мор Танистер был убит Джеймсом Кэмпбеллом в 1427 году. Его сын Дональд Баллох Макдональд, 2-й вождь клана, на стороне лорда Островов участвовал в 1431 году в битве при Инверлохи, в ходе которой была разбита королевская армия под командованием Александра Стюарта, графа Мара. Дональд Баллок Макдональд поддерживал своего двоюродного брата Александра Макдональда, лорда Островов, графа Росса и главу клана Макдональд.
Третий вождь клана, Джон Мор Макдональд (ум. 1499), вместе со своим сыном и наследником Джона Катанахом и тремя внуками были задержаны из-за предательства Макдональда из Арднамурхана и преданы казни в Эдинбурге по обвинению в измене. 5-м вождем клана стал Александр Каррах Макдональд (ок. 1480—1538), внук Джона Мора Макдональда, который в 1499 году спасся и бежал в Ирландию. Ему наследовал в 1538 году его старший сын, Джеймс Макдональд (ум. 1565), 6-й вождь клана Макдональд из Даннивега.
После смерти Джеймса Макдональда, 6-го вождя клана Макдональд из Даннивега, Гленс в графстве Антрим был захвачен одним из его младших братьев, Сорли Боем Макдоннеллом (ум. 1590). В 1565 году в битве при Глентаси Сорли Бой Макдоннелл потерпел поражение от Шейна О’Нила в Ирландии. Сорли Бой Макдоннелл принес присягу на верность королю Шотландии Якову IV Стюарту, а его четвертый сын и преемник Рэндал Макдоннелл (ум. 1636), будущий первый граф Антрим, принес оммаж королеве Англии Елизавете Тюдор.
Ангус Макдональд, 8-й вождь клана Макдональд из Даннивега (ум. 1614), много ссорился со своим старшим сыном, сэром Джеймсом Макдональдом (ум. 1626), будущим 9-м вождем клана Макдональд из Даннивега, из-за интриг клана Кэмпбелл. В 1598 году Джеймс Макдональд, командовал отрядами клана Макдональд из Даннивега, которые одержали победу над кланом Маклейн, которыми командовал сэр Лахман Мор Маклин, погибший в этой битве.
В 1620 году из-за дальнейших интриг клана Кэмпбелл сэр Джеймс Макдональд лишился контроля над островом Айлей и полуостровом Кинтайр. Во время Гражданской войны в Шотландии Макдональды из Даннивега, сторонники Джеймса Грэма, 1-го маркиза Монтроза, на короткое время вернули себе родовые земли.
Известным членом Макдональд из Даннивега был Аласдер Макколла (1620—1647), активный участник Гражданских войн в Ирландии и Шотландии, сражался под командованием Джеймса Грэма, маркиза Монтроза.
Последний глава клана, сэр Джеймс Макдональд, 9-й вождь клана Макдональд из Даннивега, скончался в Лондоне в 1626 году.

## Вожди клана
- Джон Мор Танистер Макдональд, 1-й вождь (убит в 1427 году)
- Дональд Баллак Макдональд, 2-й вождь (ум. 1476), сын предыдущего
- Джон Мор Макдональд, 3-й вождь, казнен в 1499 году в Эдинбурге
- Джон Катанах Макдональд, 4-й вождь, казнен в Эдинбурге в 1499 году вместе с отцом и тремя сыновьями
- Александр Каррах Макдональд, 5-й вождь (ум. 1538), сын предыдущего
- Джеймс Макдональд, 6-й вождь (ум. 1565), второй сын предыдущего
- Арчибальд Макдональд, 7-й вождь (ум. 1569), старший сын предыдущего
- Ангус Макдональд, 8-й вождь (ум. 1614), младший брат предыдущего
- Джеймс Макдональд, 9-й вождь, умер в 1626 году в Лондоне.

## Резиденция вождей клана
Замок Даннивейг, в трех милях к востоку от Порт-Эллена на острове Айлей, был резиденцией главы клана Макдональд из Даннивега. От замка остались сейчас только руины. Последний Макдональд из Даннивега победил клан Маклейн в битве при Трайг Груйннерте в 1598 году, но Макдональд в 1608 году вынужден был сдать замок королевским войскам. По решению короля замок Даннивейг перешел под управление епископа Островов, но в 1612 году Аласдер Колкитто Макдональд вернул себе родовой замок. В 1615 году замок перешел под власть клана Кэмпбелл из Кодора, а Аласдер Колкитто Макдональд бежал, а многие из его воинов были убиты. В 1647 году Аласдер Колкитто Макдональд смог вернуть замок Даннивейг. В том же году замок был осажден Дэвидом Лесли, 1-м лордом Ньюарка. Замок вынужден был капитулировать, а Колкитто был повешен. Замком Даннивейг владел клан Кэмпбелл из Кодора до 1677 года, когда сэр Хью Кэмпбелл перенес свою резиденцию в Айлей-хаус.